# Lucien Clergue

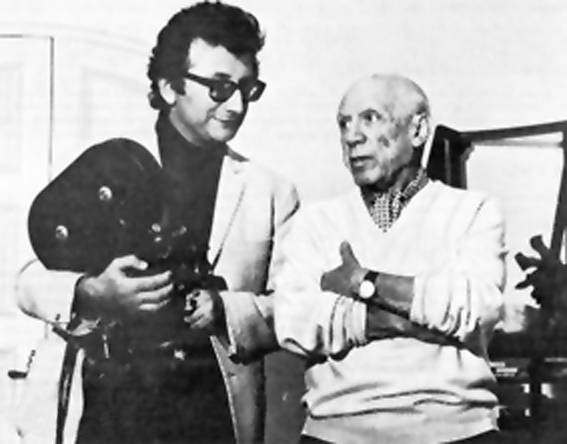
Con Picasso en 1973.

Lucien Clergue (Arlés, 14 de agosto de 1934 - Nimes, 15 de noviembre de 2014) fue un  fotógrafo francés, miembro de la Academia de Bellas Artes del Instituto de Francia.

## Biografía
Con siete años empezó a tocar el violín, pero solo durante unos años, ya que su maestro no pudo continuar dándole clase y sus padres tampoco podían sufragar los estudios en el conservatorio. Comenzó el aprendizaje de la fotografía en 1948. Cuatro años más tarde, durante una corrida de toros en su ciudad natal, tuvo la ocasión de enseñar sus fotografías a Pablo Picasso, quien quedó encantado con ellas y le pidió que le enseñase más, por lo que Clergue le siguió enviando fotografías a lo largo de un año y medio. El 4 de noviembre de 1955, se encontró en Cannes con Picasso, con quien a partir de entonces tuvo una gran amistad y al que dedicó el libro Picasso mon ami.
En 1954 recibió el reconocimiento popular al realizar una serie de retratos en los que cincuenta actores hacían una representación de Julio César. También realizó una serie sobre saltimbanquis que tenía como escenario las ruinas producidas por la Segunda Guerra Mundial en Arlés, así como otra sobre animales muertos. Sin embargo fue la serie «Desnudos en el mar» realizada en 1956 la que le proporcionó mayor prestigio, ya que en ella realizaba una innovación en la fotografía erótica. Al año siguiente ilustró el libro «Cuerpos memorables» con las poesías de Paul Éluard y poco después un extenso reportaje sobre la reserva ecológica de la Camargue que se encuentra próxima a su ciudad natal, en esa serie de fotografías trabajó sobre la proximidad de la naturaleza vista en una dimensión de «objeto fotografiado». También trató temas taurinos en su fotografía y colaboró en películas como «El testamento de Orfeo» de Jean Cocteau o en otro film sobre Pablo Picasso.
En 1968 fundó los Encuentros internacionales de fotografía de Arlés en colaboración con su amigo Michel Tournier y el historiador Jean-Maurice Rouquette que ofrecen una visión del trabajo fotográfico en el ámbito internacional y en los que desempeñó el puesto de director artístico durante 25 años. Desde 1976 estuvo enseñando en la Universidad de Provenza y también fue profesor de la Nueva Escuela (New School for Social Research) de Nueva York.
Realizó numerosas exposiciones y su obra se encuentra en colecciones tales como la Biblioteca Nacional de Francia, el Museo Folkwang, el Museo de Arte Moderno de Nueva York, el Museo Ludwig o el Museo Réattu de Arlés.
En el año 2000 recibió el premio Higashikawa en Japón, en 2003 fue nombrado caballero de la Legión de honor y el 31 de mayo de 2006 fue nombrado miembro de la Academia de Bellas Artes al crearse una nueva sección sobre fotografía, en su discurso inicial trató sobre la historia de la fotografía.
En 2014 falleció en Nimes con 80 años de edad.